# Incarvillea forrestii
Incarvillea forrestii là một loài thực vật có hoa trong họ Chùm ớt. Loài này được Fletcher mô tả khoa học đầu tiên năm 1935.